# Chambre de métiers et de l'artisanat en France
Pour les articles homonymes, voir CMA.
En France, une chambre de métiers et de l'artisanat est une chambre consulaire chargée des questions intéressant l'artisanat en France. Ces chambres assurent, pour les artisans, les apprentis et les organisations professionnelles de l'artisanat, une mission de formation, de conseil, d'immatriculation des entreprises et de lobbying auprès des pouvoirs publics. Instituées par la loi du 26 juillet 1925 sous le nom de chambres de métiers, elles portent leur nom actuel de chambres de métiers et de l'artisanat depuis la publication du décret no 2004-1164 du 2 novembre 2004.
L’organisme fédérateur des chambres de métiers et de l'artisanat est CMA France.

## Histoire
Administrées par des élus eux-mêmes artisans, les CMA accompagnent les entreprises artisanales tout au long de leur vie, depuis leur création jusqu’à leur transmission, dans l’objectif d’agir pour leur développement, leur compétitivité et leur pérennité. Établissements publics d’État sous la tutelle du ministère de l’Économie et des Finances, les CMA agissent, avec leurs partenaires, tels que les organisations professionnelles et les collectivités locales, pour que la place de l’artisanat soit reconnue à part entière dans l’économie, aux niveaux national et européen.

## Les chambres de métiers et de l'artisanat

### Organisation

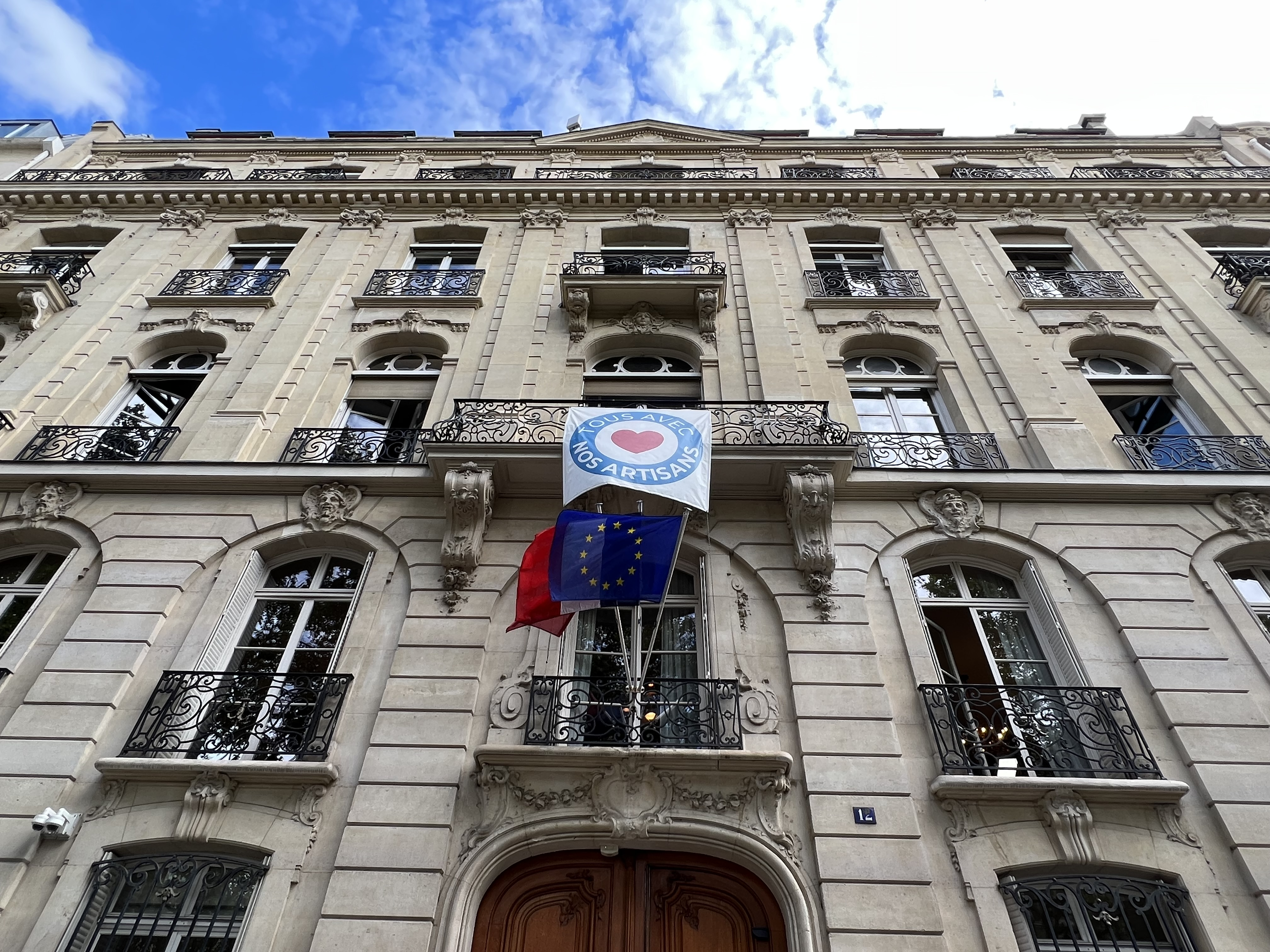
CMA France, tête de réseau

Les chambres de métiers et de l'artisanat sont des établissements publics administratifs dont l'autorité n'est pas exercée par un fonctionnaire mais par un président, assisté d'un bureau constitué d'artisans élus par leurs pairs et d'un secrétaire général.
Le secrétaire général est le directeur permanent des services de la chambre de métiers et de l’artisanat. Il anime, coordonne et contrôle les activités dépendant de celle-ci. Il est responsable devant le président et devant le bureau de la chambre du fonctionnement de l’ensemble des services. Un syndicat national des secrétaires de Chambre de Métiers est créé en 1972 pour pérenniser cette fonction. Christian Rendu en sera le premier président.
Le réseau des Chambres de métiers et de l'artisanat est constitué de 21 établissements.
Les chambres départementales (CMAD) sont au nombre de 82. Il y a en principe une CMA par département, quelquefois plus. Elles sont fédérées au niveau régional soit par des chambres régionales de métiers et de l’artisanat (CRMA) au nombre de 17, soit par des chambres de métiers et de l'artisanat régionales (CMAR) au nombre de 8. Au niveau national, le réseau est représenté par l'établissement national CMA France.
Elles sont placées sous la tutelle du ministère de l'artisanat, et, au niveau départemental, du Préfet.
Le financement des CMA repose principalement sur la taxe pour frais de Chambre de métiers perçue auprès des entreprises artisanales enregistrées au répertoire des métiers. Les CMA perçoivent également les redevances des stages obligatoires suivis par les chefs d'entreprises artisanales, les frais d'immatriculation au répertoire des métiers ainsi que des subventions régionales, notamment au travers des fonds d'assurance formation.
Avant les élections professionnelles de 2005, les étrangers avaient le droit de vote, mais pas d'éligibilité, aux élections des chambres de métiers en France. Sous la présidence de Jacques Chirac, un décret a été adopté le 27 août 2004, qui disposait que les électeurs doivent être de « nationalité française ou ressortissants d'un État membre de la Communauté européenne ou d'un État partie à l'accord sur l'espace économique européen ». La décision du 4 juillet 2006 du Conseil d’État (CE, 2006, GISTI) considère que ces dispositions sont contraires au principe d'égalité et censure la subordination de la qualité d'électeur et de l'éligibilité des artisans aux élections aux chambres des métiers et de l'artisanat à la possession de la nationalité française ou de la nationalité d'un État membre de la Communauté européenne ou d'un État partie à l'accord sur l'Espace économique européen.
Les chambres de métiers d'Alsace et de Moselle diffèrent des autres du fait qu'elles dépendent du droit local alsacien-mosellan, hérité de la fin de la Première Guerre mondiale, au moment de la restitution de l'Alsace et de la Moselle à la France (loi du 26 juillet 1900).

### Domaine d'intervention
Les attributions des chambres ont été fixées par le décret no 2004-1164 du 02/11/2004 portant diverses dispositions relatives au fonctionnement des CMA, puis par le décret no 2010-1356 du 11/11/2010 mettant en œuvre la réforme du réseau des chambres, qui modifient l'article 23 du code de l'artisanat. Les attributions principales des chambres de métiers et de l'artisanat régionales sont de tenir le répertoire des métiers, de reconnaître la qualité d'artisan et d'artisan d'art, et attribuer la qualité de maître-artisan, d'organiser l'apprentissage dans le secteur des métiers, de contribuer à l'expansion du secteur des métiers, de participer à la prévention et au traitement des difficultés des entreprises artisanales, de participer au développement de la formation professionnelle et de définir les orientations en coordonnant l'action des chambres départementales qui leur sont rattachées.

### Activité de lobbying
l'APCMA est inscrite depuis 2011 au registre de transparence des représentants d'intérêts auprès de la Commission européenne. Elle déclare en 2017 pour cette activité des dépenses annuelles d'un montant compris entre 200 000 et 300 000 euros.
Pour l'année 2021, l'Assemblée permanente des chambres de métiers et de l'artisanat déclare à la Haute Autorité pour la transparence de la vie publique exercer des activités de lobbying en France pour un montant qui n'excède pas 200 000 euros.

## CMA France

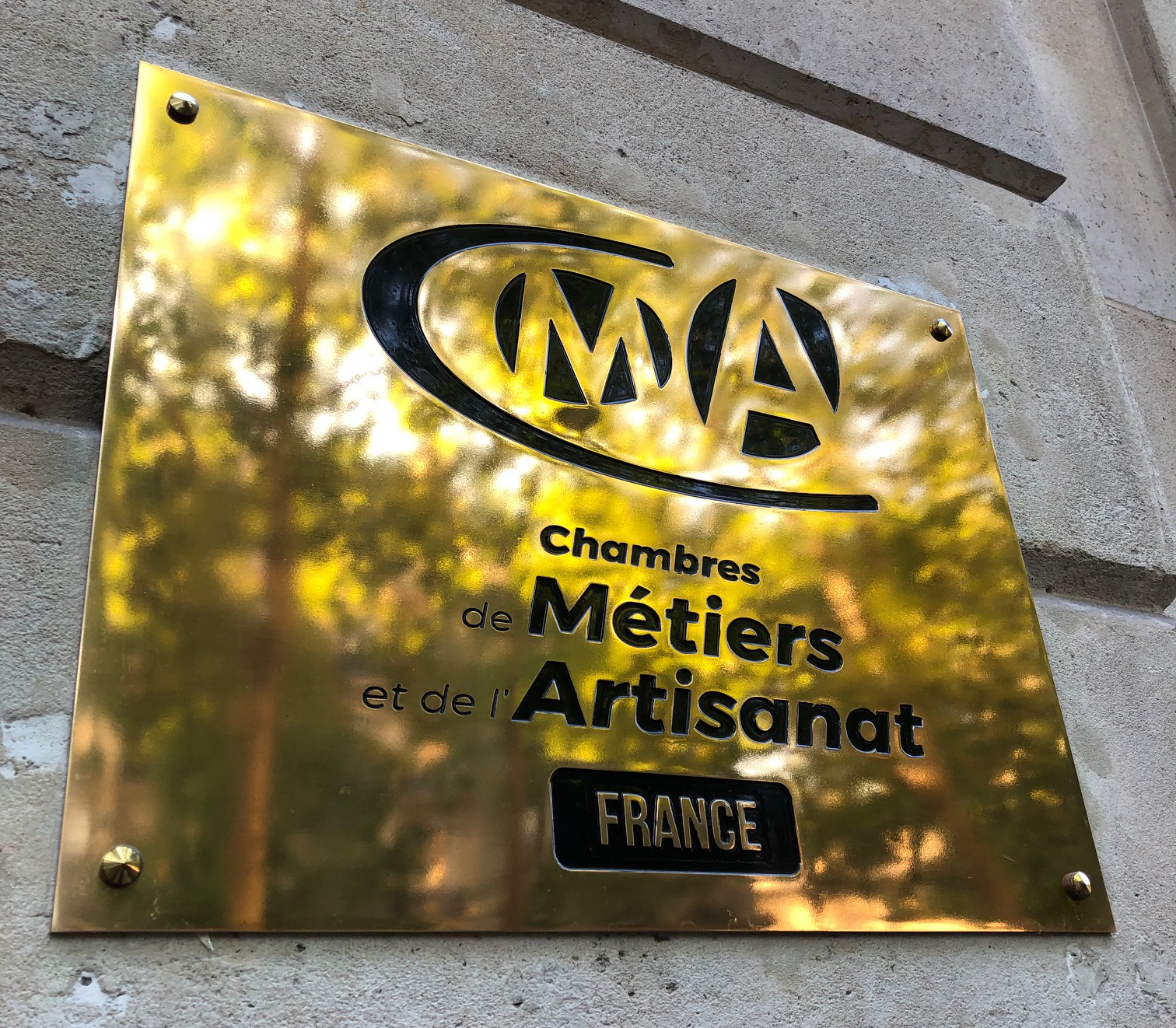
CMA France, établissement fédérateur du réseau des chambres de métiers et de l'artisanat

CMA France, anciennement l’Assemblée permanente des chambres de Métiers et de l'Artisanat (APCMA), est l'établissement national fédérateur du réseau des Chambres de métiers et de l'artisanat (CMA) françaises. Le siège de CMA France est située à Paris. CMA France participe à la représentation de l’artisanat français auprès de l’Union européenne. Membre de l’Union européenne de l’artisanat et des PME (SME United), elle est en relation avec ses homologues des pays membres.
Le réseau des CMA s’appuie sur 2 500 chefs d’entreprise élus par leurs pairs tous les 5 ans. Le président de CMA France Bernard Stalter a été élu le 13 décembre 2016 pour un mandat de 5 ans, prenant la succession d'Alain Griset, mais est décédé en 2020, touché par la Covid-19. Lui succède à ce poste Joël Fourny.
En 2022, Samuel Deguara, directeur des affaires publiques du réseau national des chambres des métiers et de l’artisanat, se présente aux élections législatives en Aveyron.